# Zuidwest-Friesland
Zuidwest-Friesland is een COROP-gebied in de Nederlandse provincie Friesland (nummer 05), wat gelijk is aan het Europese NUTS 3-gebied. Het gebied wordt gevormd door de gemeenten De Friese Meren en Súdwest-Fryslân. Die laatste gemeente is per 1 januari 2011 ontstaan en is vernoemd naar de ligging binnen de provincie en het gebied. Niet te verwarren met de Zuidwesthoek, een grotere streekduiding die ook Zuidwest-Friesland omvat.
Zeven van de Friese elf steden zijn gelegen in dit gebied. De grootste stad daarvan is Sneek, de andere steden zijn IJlst, Sloten, Stavoren, Hindeloopen, Workum en Bolsward. Ander plaatsen in het gebied zijn Lemmer, Makkum, Balk, Koudum en Heeg.

Bevolkingspiramide

Oost-Groningen · Delfzijl en omgeving · Overig Groningen · Noord-Friesland · Zuidwest-Friesland · Zuidoost-Friesland · Noord-Drenthe · Zuidoost-Drenthe · Zuidwest-Drenthe · Noord-Overijssel · Zuidwest-Overijssel · Twente · Veluwe · Achterhoek · Arnhem/Nijmegen · Zuidwest-Gelderland · Utrecht · Kop van Noord-Holland · Alkmaar en omgeving · IJmond · Agglomeratie Haarlem · Zaanstreek · Groot-Amsterdam · Het Gooi en Vechtstreek · Agglomeratie Leiden en Bollenstreek	 · Agglomeratie 's-Gravenhage · Delft en Westland · Oost-Zuid-Holland · Groot-Rijnmond · Zuidoost-Zuid-Holland · Zeeuws-Vlaanderen · Overig Zeeland · West-Noord-Brabant · Midden-Noord-Brabant · Noordoost-Noord-Brabant · Zuidoost-Noord-Brabant · Noord-Limburg · Midden-Limburg · Zuid-Limburg · Flevoland